# Amanita jacksonii
Amanita jacksonii es una especie de hongo de la familia Agaricaceae.

## Clasificación y descripción de la especie
Este taxón forma parte del complejo Amanita caesarea (Scop.) Pers., se distingue macromorfológicamente por presentar un píleo convexo-umbonado, subvíscido, liso, rojo-anaranjado intenso en el centro y anaranjado hacia el margen, el cual es fuertemente estriado. Presenta basidiosporas de 9-10(-11) x 6-7(-8) µm, elipsoides a ampliamente elipsoides, pocas subglobosas, con un apículo prominente, y el subhimenio formado por 2-3 células, con elementos ramosos e inflados.

## Distribución de la especie
Crece en México, en los estados de Hidalgo, Jalisco, Michoacán, Morelos, San Luis Potosí, Oaxaca y Veracruz.

## Hábitat
Crece sobre humus, en bosques de pino-encino (Pinus-Quercus).

## Estado de conservación
Se conoce muy poco de la biología y hábitos de los hongos, por eso la mayoría de ellos no se han evaluado para conocer su estatus de riesgo (Norma Oficial Mexicana 059).

## Usos
Es comestible.